# 债役
债役是指通过劳役而不是金钱或货物来偿还债务。
在梭倫廢除以前，在古希臘的雅典曾實行債務奴隸制，一些無力支付債務的平民成為其債主的奴隸，此制度制後來被古羅馬傳承，西元前326年，羅馬共和國取消了債務奴隸制。
在現代，债役仍留存在部分南亞地區。